# Łukowa (Petite-Pologne)
Pour les articles homonymes, voir Łukowa.
Łukowa est une localité polonaise de la gmina de Lisia Góra, située dans le powiat de Tarnów en voïvodie de Petite-Pologne.